# ایمانت بریج
ایمانت بریج (به انگلیسی: Eamont Bridge) یک روستا در بریتانیا است که در Yanwath and Eamont Bridge واقع شده‌است.